# Southcliffe
Southcliffe es una miniserie británica transmitida del 4 de agosto del 2013 hasta el 18 de agosto del 2013 en la cadena Channel 4.
La miniserie explora la tragedia, el dolor, la responsabilidad y la redención vistos a través de los ojos de un periodista que regresa a la pequeña ciudad de su infancia para cubrir la historia de la tragedia y de las personas más cercanas a las víctimas de la masacre.

## Historia
La miniserie ésta, cuenta la historia de un pueblo ficticio en las marismas del Norte de Kent, que queda devastado luego de que una serie de tiroteos realizados por Stephen Morton, un hombre local, ocurrieran en un solo día. El periodista David Whitehead intentará buscar la causa que llevó a Morton a disparar y los efectos que sus acciones tienen sobre la ciudad y los residentes del pueblo.

## Personajes[3]

### Personajes Principales
| Actor             | Personaje       | Ocupación        | Nº de episodios | Temporada |
| ----------------- | --------------- | ---------------- | --------------- | --------- |
| Sean Harris       | Stephen Morton  | -                | 4               | 2013      |
| Rory Kinnear      | David Whitehead | Reportero        | 4               | 2013      |
| Anatol Yusef      | Paul Gould      | Dueño del Pub    | 4               | 2013      |
| Shirley Henderson | Claire Salter   | Asistente Social | 4               | 2013      |
| Eddie Marsan      | Andrew Salter   | -                | 4               | 2013      |
| Kaya Scodelario   | Anna Salter     | -                | 4               | 2013      |
| Joe Dempsie       | Chris Cooper    | Soldado          | 3               | 2013      |
| Nichola Burley    | Sarah Gould     | -                | 2               | 2013      |

### Personajes secundarios
| Actor           | Personaje                 | Ocupación | Nº de episodios | Temporada |
| --------------- | ------------------------- | --------- | --------------- | --------- |
| Amanda Drew     | Jacqui Whitehead          | -         | 4               | 2013      |
| Al Weaver       | Anthony                   | -         | 4               | 2013      |
| Jocelyn Macnab  | Lucy Gould                | -         | 3               | 2013      |
| Emma Cunniffe   | Annie Gould               | -         | 3               | 2013      |
| Hayley Squires  | Louise Cooper             | -         | 3               | 2013      |
| Geoff Bell      | Alan Cooper               | -         | 3               | 2013      |
| Tilly Cheeseman | Emily Whitehead           | -         | 3               | 2013      |
| Mickey Morris   | Stephen Morton (de joven) | -         | 3               | 2013      |
| Alfie Stewart   | Danny                     | -         | 3               | 2013      |
| Tilly Cheeseman | Emily Whitehead           | -         | 3               | 2013      |
| Maurice Roëves  | Marsden                   | -         | 2               | 2013      |
| John Killoran   | Mr. Cooper                | -         | 2               | 2013      |
| Jenny Bolt      | Mrs. Cooper               | -         | 2               | 2013      |
| Rita Davies     | Queenie Morton            | -         | 2               | 2013      |
| Coral Amiga     | Mattie                    | -         | 1               | 2013      |

## Episodios
La miniserie estuvo conformada por 4 episodios.

## Premios y nominaciones
| Año  | Categoría               | Premio                         | Nominado (a)      | Resultado |
| ---- | ----------------------- | ------------------------------ | ----------------- | --------- |
| 2014 | Best Leading Actor      | BAFTA TV Award                 | Sean Harris       | Ganó      |
| 2014 | Best Supporting Actor   | BAFTA TV Award                 | Rory Kinnear      | Nominado  |
| 2014 | Best Supporting Actress | BAFTA TV Award                 | Shirley Henderson | Nominada  |
| 2014 | Best Mini-Series        | BAFTA TV Award                 | Southcliffe       | Nominado  |
| 2014 | Best Actor              | Broadcasting Press Guild Award | Rory Kinnear      | Nominado  |

## Producción
En agosto del 2012 la cadena Channel 4 anunció que había ordenado una serie de drama conformada por 4 episodios la cual llevaría el nombre de "Southcliffe". El drama fue dirigido por Sean Durkin, escrita por Tony Grisoni, producido por Warp Films y contó con la participación de los productores ejecutivos Peter Carlton y Sophie Gardiner.
La miniserie fue filmada en Faversham en el Norte de Kent.
La miniserie se proyectó en la sección "Special Presentation" en el Festival Internacional de Cine de Toronto en el 2013.